# قصه چهار درویش
قصه چهار درویش یا باغ و بهار گردآورشی از داستان‌های مثال زدنی نوشته امیر خسرو دهلوی است که در پایان قرن سیزدهم میلادی به فارسی نوشته شده‌است. این کتاب حکایتی دربارهٔ آزادبخت یا بیدار بخت، پادشاه روم و پسر او بختیار و چهار درویش است. این کتاب از متون نقالی بسیار دوست داشتنی و پرخواننده است. چهار درویش به اساس کهن ترین نگاشت آن به سال 1128 خورشیدی است و از ادبیات داستانی دوران صفویه میباشید.